# HD91337
HD91337 — хімічно пекулярна зоря спектрального класу A0, що має видиму зоряну величину в смузі V приблизно  9,4.
Вона  розташована на відстані близько 942,6 світлових років від Сонця.

## Пекулярний хімічний склад
Зоряна атмосфера HD91337 має підвищений вміст 
Cr
.